# Marie Avgeropoulos

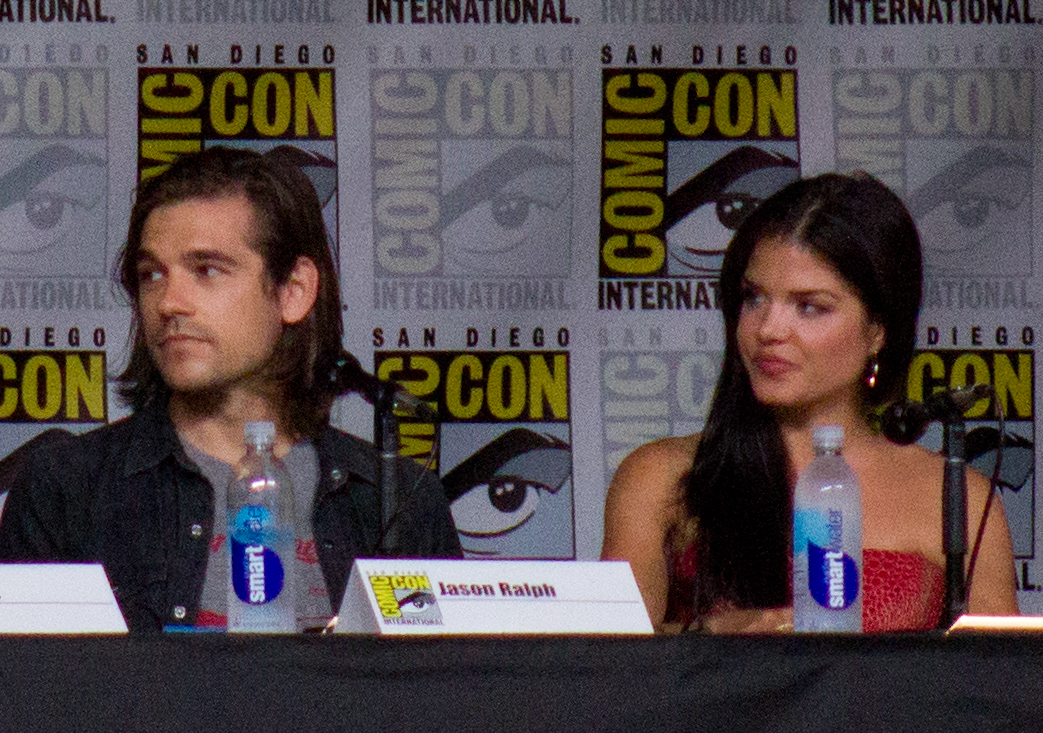
Jason Ralph i Marie Avgeropoulos (2016)

Marie Avgeropoulos (wym. ['mari avdʒɛro’pulɔs]; ur. 17 czerwca 1986 w Thunder Bay) – kanadyjska aktorka pochodzenia greckiego, która wystąpiła m.in. w serialu The 100.

## Filmografia

### Filmy
| Rok  | Tytuł                                                | Rola                                   | Uwagi |
| ---- | ---------------------------------------------------- | -------------------------------------- | ----- |
| 2009 | Kocham cię, Beth Cooper                              | Valli Wooley                           |       |
| 2010 | Percy Jackson i bogowie olimpijscy: Złodziej pioruna | Aphrodite Girl                         |       |
| 2010 | Zabójcze polowanie                                   | Kim Rhodes                             |       |
| 2011 | 50/50                                                | Allison                                |       |
| 2012 | Fugitive at 17                                       | Holly                                  |       |
| 2015 | Nieuchwytni                                          | Nikki                                  |       |
| 2015 | Numb                                                 | Cheryl                                 |       |
| 2015 | Isolation                                            | Nina                                   |       |
| 2016 | A Remarkable Life                                    | Chelsea                                |       |
| 2016 | Dead Rising: Endgame                                 | Sandra Lowe                            |       |
| 2019 | Wonder Woman: Bloodlines                             | Silver Swan / Vanessa Kapatelis (głos) |       |
| 2020 | Jiu Jitsu                                            | Myra                                   |       |
| 2023 | King of Killers                                      | Asha Khanna                            |       |
| 2024 | The Painter                                          | Naomi Piasecki                         |       |

### Telewizja
| Rok       | Tytuł                      | Rola            | Uwagi      |
| --------- | -------------------------- | --------------- | ---------- |
| 2009      | Nie z tego świata          | Taylor          | 1 odc.     |
| 2009      | Wyspa Harpera              | Stacy           | 1 odc.     |
| 2009      | The Guard                  | Jeanette        | 1 odc.     |
| 2009      | Sorority Wars              | Missy           | film TV    |
| 2010      | Brygada                    | Sarah           | 1 odc.     |
| 2010      | Fringe: Na granicy światów | Leah / Kelnerka | 2 odc.     |
| 2010      | Smoke Screen               | Suzi            | TV film    |
| 2010      | Człowiek-cel               | Jamie Hartloff  | 1 odc.     |
| 2011      | Eureka                     | Bonnie          | 1 odc.     |
| 2011      | Hiccups                    | Terry           | 1 odc.     |
| 2012      | Fugitive at 17             | Holly Hamilton  | film TV    |
| 2012      | Walking the Halls          | Amber           | film TV    |
| 2012      | Średniaki                  | Samantha        | 4 odc.     |
| 2013      | 90210                      | Cassie McCoy    | 1 odc.     |
| 2013      | Cult                       | Kirstie Nelson  | 10 odc.    |
| 2014-2020 | The 100                    | Octavia Blake   | gł. obsada |